# Артаулово
Артаулово (баш. Артауыл) — деревня в Татышлинском районе Республики Башкортостан Российской Федерации. Входит в состав Аксаитовского сельсовета.

## География

### Географическое положение
Расстояние до:
- районного центра (Верхние Татышлы): 26 км,
- центра сельсовета (Аксаитово): 5 км,
- ближайшей ж/д станции (Куеда): 12 км.

## Население
| 2002 | 2009 | 2010 |
| ---- | ---- | ---- |
| 224  | ↘209 | ↗221 |

Национальный состав
Согласно переписи 2002 года, преобладающая национальность — башкиры (96 %).